# Palazzo Sant'Elia
Il Palazzo dei Marchesi di Santa Croce poi Trigona di Sant'Elia sorge a Palermo in via Maqueda. Il palazzo, derivato da una preesistenza cinque-seicentesca, assunse l'attuale configurazione dopo il 1756, quando Giovanbattista Celestri e Grimaldi di Santa Croce decise di ampliarlo in direzione della "Strada Nuova", l'odierna via Maqueda, aperta per sventramento del tessuto medievale a partire dal 1600.
Contrariamente a quanto si è pensato fino ad oggi l'autore dell'opera potrebbe essere un architetto ancora sconosciuto, poiché recentissimi studi di uno dei restauratori del Palazzo sostengono che l'architetto Nicolò Anito, precedentemente accreditato, potrebbe non esserne stato il vero artefice, ma solo uno dei prosecutori a partire dal 1756.
Poi solo dal 1759 all'Anito subentrò definitivamente Giovanbattista Cascione che assunse la direzione del cantiere.
Una volta terminato fu uno dei più sfarzosi di Palermo. Tuttavia i Santa Croce si estinsero ben presto e dopo appena un secolo passava per volontà testamentarie a Romualdo Trigona e Gravina, principe di Sant'Elia, cugino dell'ultima discendente femmina dei Santa Croce. Anche questa famiglia ne mantenne la proprietà per poco più di un secolo.
Dopo essere stato usato negli anni nei modi più svariati, nel 1984 è stato acquistato dall'amministrazione provinciale.
Il restauro è partito nel 2000 ed ha messo fine allo stato di incuria della storica dimora aristocratica recuperando i prospetti, i cortili, le scuderie, gli affreschi presenti in molti saloni.
Oggi palazzo Sant'Elia ha riacquistato nuova dignità grazie ad una nuova e prestigiosa destinazione museale per mostre temporanee di arte, inaugurata il 20 aprile 2007 con la mostra "L'Ermitage dello zar Nicola I. Capolavori acquisiti in Italia" e proseguita con numerose iniziative.

## Storia

### Primo cantiere settecentesco
Il Palazzo Celestri di Santa Croce e Trigona di Sant'Elia è posto nel braccio meridionale della via Maqueda, strada di Palermo che attraversa tutto il centro storico. La “strada nuova” - così era detta – fu costruita nell'anno 1600 con lo sventramento di vecchi quartieri e diede luogo ad uno sviluppo urbano di grande importanza che maturò nel secolo successivo con l'edificazione di importanti edifici privati e religiosi. Palazzo Santa Croce fu costruito a partire dalla preesistenza di una Casa Magna trasformata da Giovanbattista Celestri primo marchese di Santa Croce per il matrimonio del figlio Pietro con la proprietaria, Francesca Cifuentes Imbarbara. Le fonti storiche note riportano poi solo al 1756, alcuni anni dopo la morte di Giuseppe Celestri che lasciò eredi i figli Giovanbattista, il maggiore, e Tommaso. Tra il 17 ed il 22 settembre 1756 Giovanbattista stipulò un “atto d'obbligazione” con il Mastro Giacomo Di Pasquale “per servigio del proseguimento del palazzo… sito e posto nella strada nuova di questa città…” e si occuperà di condurre i lavori “secondo le misurazioni .... che saranno dati da D. Nicolò Anito, Ingegnere Regio, il quale si impegnerà a fornire "alzati, profili, come pure modani sagome in grande, ed in particolare…per compire tutte le case…"a tenore del disegno e modello già fatti"…"a terminare…l'istessa nuova linea di facciata". I nuovi recentissimi studi di questi documenti dell'ingegnere Paolo Mattina sostengono però che il Palazzo aveva già subito un intervento settecentesco, ma prima del 1756. Infatti all'epoca dell'intervento dell'Anito il portale era già esistente, mentre egli fu chiamato solo a proseguirlo insieme all'ampliamento del Palazzo attorno ad un nuovo secondo cortile. È probabilmente da escludere anche la possibilità che l'Anito fosse tornato a completare quanto già la lui stesso iniziato, anche perché, tra l'altro, a riprendere i lavori di prospetto con l'intaglio del secondo portale da ammorsare sulle murature grezze già esistenti, nonostante la certa presenza dell'Anito, fu un altro architetto: don Ferdinando Lombardo dell'Ordine dei Crociferi.
Il progetto di ampliamento del Palazzo quindi potrebbe essere stato pensato prima da un architetto ancora ignoto che aveva già iniziato a costruire anche il secondo portone per l'ingresso al nuovo cortile sulla "Strada Nuova" e che aveva già provveduto alla costruzione del primo, nonché alla rimodulazione della Casa Magna, inglobata dal nuovo Palazzo e distinta poi come "quarto antico". Infatti all'epoca dell'intervento dell'Anito il prospetto avrebbe potuto già essere stato iniziato con la costruzione del portale, cosicché egli avrebbe dovuto proseguirlo insieme all'ampliamento del Palazzo attorno ad un nuovo secondo cortile, secondo un disegno già esistente.

### Cantiere di ampliamento: 1756-1764
Il Celestri diede dunque l'incarico di continuare ad ampliare il palazzo all'architetto Nicolò Anito, che iniziò con la "riforma" della seconda anticamera del piano nobile e il "proseguimento" della facciata sulla Strada Nuova ossia l'odierna via Maqueda, così come dimostrano ulteriori studi recentissimi e il riscontro di alcuni elementi di prova nel corso dei restauri. Questa nuova lettura tende a dimostrare che l'Anito e il Cascione si limitarono alla sola prosecuzione dei lavori di ristrutturazione e di ampliamento, rimanendo ancora ignoto il vero autore dell'opera rimasta fino ad allora incompiuta.
L'Anito continuò l'esecuzione della nuova distribuzione interna probabilmente già segnata prima, con le anticamere sulla Strada Nuova fino alla sontuosa Galleria, con le retrocamere sul Piano degli Scalzi, mentre il quarto d'udienza fu posto tra i cortili. Il quarto antico rimase la zona più privata con il camerone antico convertito in camerone d'inverno, l'alcova i camerini e la cappella. A partire dal 1757 alla figura dell'Anito quale architetto del palazzo, si affiancò quella di Giovanbattista Cascione che prima intervenne come arbitro in una controversia ma dal 1757 fu direttamente interessato nella conduzione dei lavori lasciando scomparire a poco a poco la figura dell'Anito nel 1760, anno in cui si incominciò a costruire il cortile d'onore secondo un iniziale modello ligneo, dove poi nel 1762 si lavorò anche alle statue in stucco poste nelle nicchie ad opera di Gaspare Firriolo.
Dal 1763 si iniziarono le opere per “l'abbellimento della facciata” con l'introduzione dell'alta balaustra di coronamento forse disegnata dal Cascione, di un intonaco a finto marmo negli sfondati e di una finitura a imitazione del mattone nelle aree sopra i timpani e nel cornicione tra le finestre d'attico. Sulla balaustra furono posti dodici vasotti non più esistenti e seguì l'applicazione degli grandi stucchi con i blasoni sui portali e di quelli minori nei frontespizi dei timpani. Al contempo con la costruzione dei dammusi finti (finte volte) dei saloni uno stuolo di artisti più o meno noti si dedicò alla decorazione pittorica. Ottavio Volante, allievo del Serenario, fu incaricato della decorazione del medaglione centrale della Galleria raffigurante un'allegorica scena mitologica. Altre parti dello stesso affresco furono decorate da Rocco Nobile mentre gli stucchi furono eseguiti Da Aloisio Romano. Lo stesso Rocco Nobile si incaricò dell'affresco della prima e della terza anticamera, mentre Mariano di Paola, Pietro Biliardi e Nicolò Noto decorarono la seconda. Gli affreschi, così come le statue, gli stucchi, i “tabelloni dell'armi” esaltavano le virtù e la potenza dei proprietari, pregni del simbolismo iconologico classico. Gli stessi artisti dipinsero i sopraporta, ornarono le porte realizzate da abili intagliatori con pitture, talvolta con foglie d'argento meccato, nell'intento di realizzare un'espressione artistica ricca di armonia e di unità stilistica. I lavori continuarono per oltre vent'anni durante i quali il neoclassicismo soppiantò il barocco e dopo la morte di Giovanbattista, Tommaso unico erede fece dipingere le volte del quarto antico a Benedetto Cotardo o Cotardi, pittore napoletano, ed al Manno (Antonio?) nel nuovo stile che si ritrova anche in altri ambienti secondari.
I due cortili, le due scale, l'organizzazione su tre livelli, la successione degli ambienti, gli affreschi dei saloni, le statue e gli stucchi danno l'idea di una società dove la realtà era un grande palcoscenico in cui ogni atto della vita quotidiana era pensato in funzione del prestigio proprio e del proprio casato. Tutto mirava a esaltare le virtù e la potenza e la munificenza del casato, con il consueto repertorio del simbolismo iconologico classico.

### Proprietà dei Principi di Sant'Elia

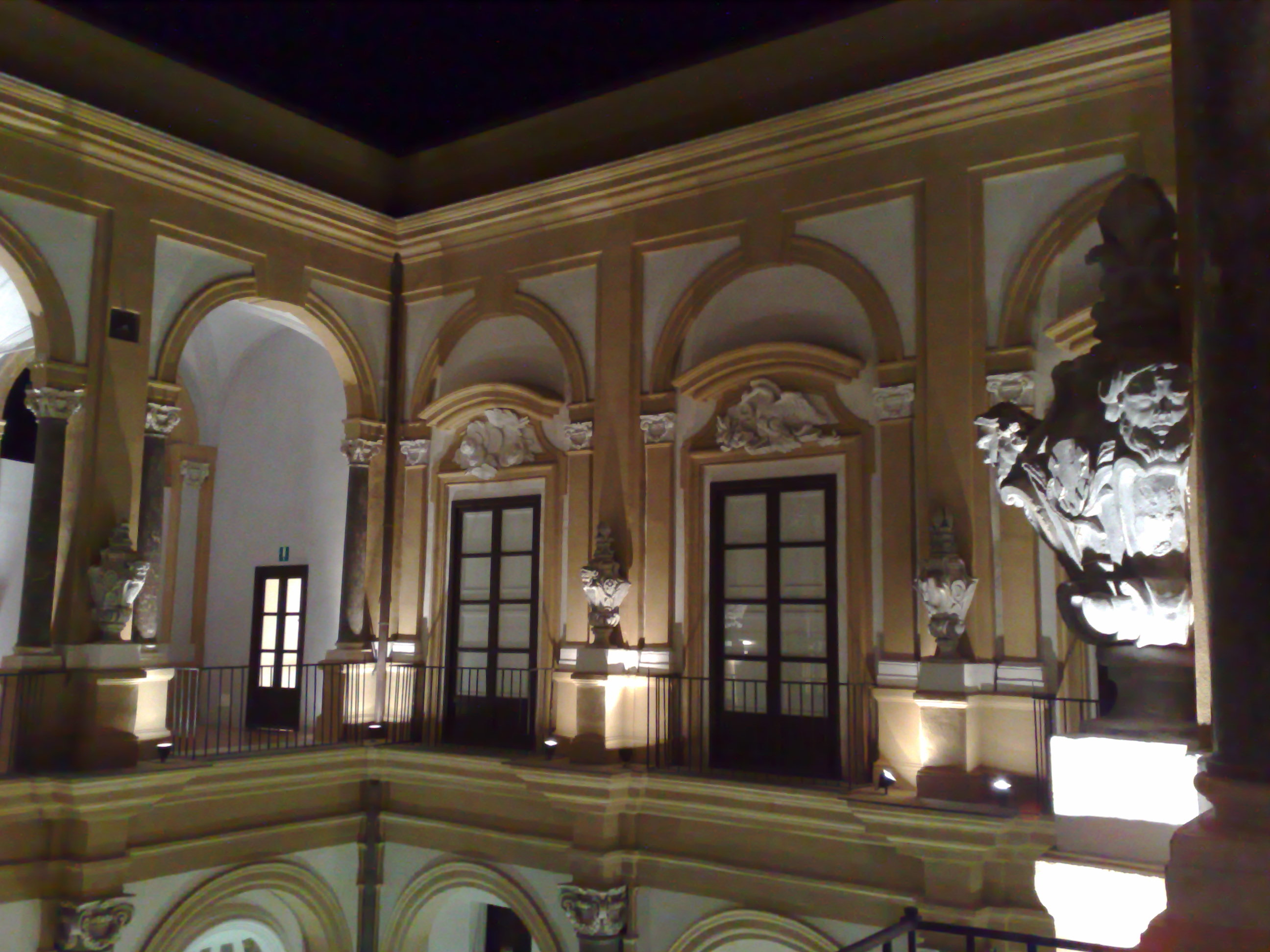
Palazzo Sant'Elia

Le successive vicende storiche e finanziarie della famiglia influenzarono ovviamente quella della dimora. Con il terremoto del 1823 il Palazzo Senatorio fu gravemente danneggiato e Giovanbattista Celestri, succeduto a Tommaso, affittò il quarto nobile del palazzo al Senato, mentre un altro quarto era già stato affittato al barone Ciotti. Nel 1829 il Senato lasciò definitivamente il palazzo che negli anni quaranta divenne sede del Reale istituto per l'incoraggiamento d'Agricoltura, Arti e Manifatture. Giovanbattista non ebbe figli maschi e la figlia Marianna morì nubile nel 1866 lasciando erede universale Romualdo Trigona principe di Sant'Elia che vi abitò dal 1870 al 1877.
Alla sua morte il patrimonio venne espropriato per i debiti contratti. Successivamente i figli riuscirono ad aggiudicarsi alcuni beni già espropriati ed il palazzo andò al principe Domenico. Nel 1921 la figlia di questi, Laura decise con la madre di vendere la parte rappresentativa ai fratelli Lima. Prima di allora il palazzo aveva avuto altre destinazioni tra le quali anche quella di Amministrazione delle Ferrovie.

### Epoca recente e restauro

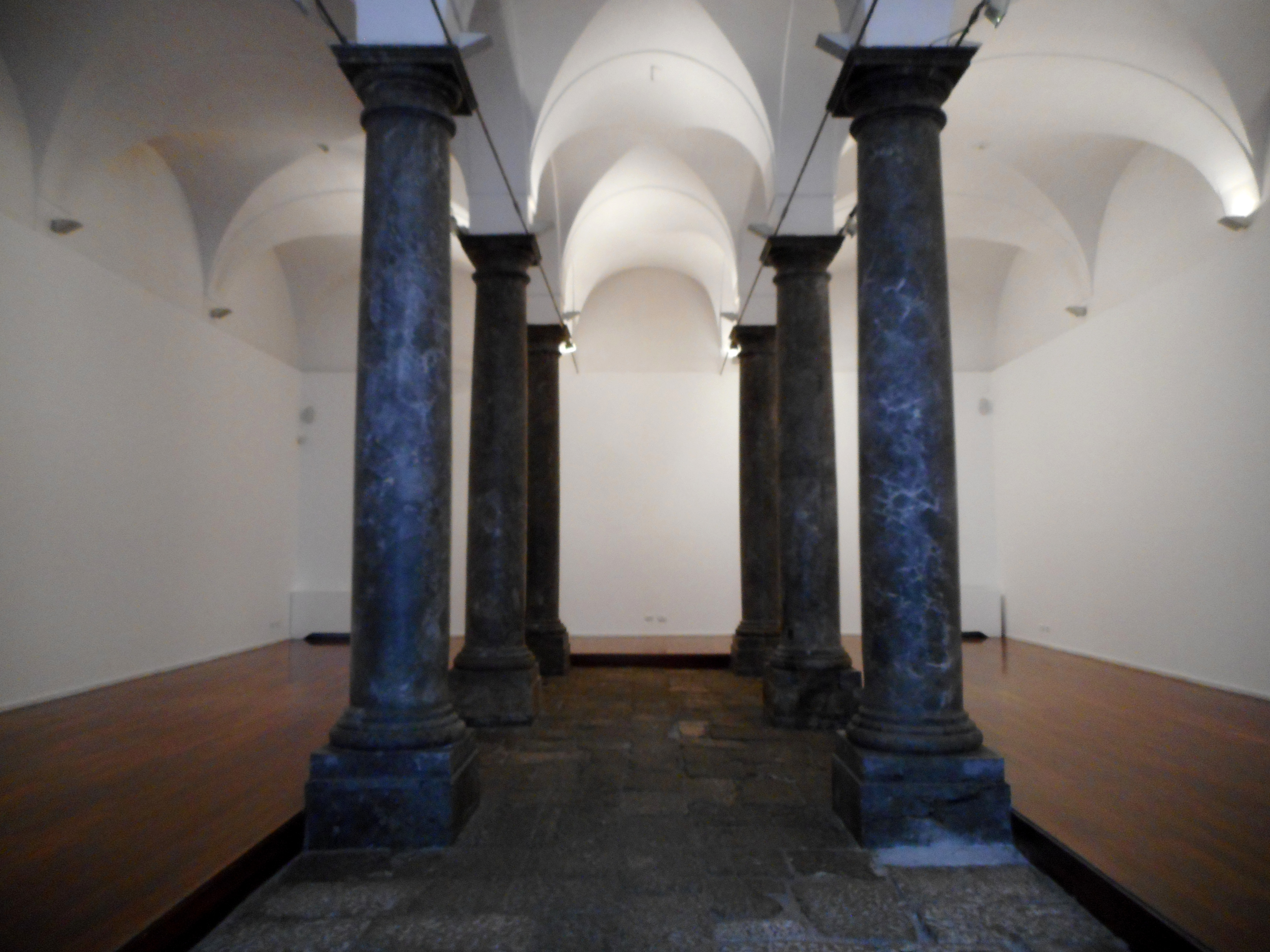
Cavallerizza di Palazzo Sant'Elia

Negli anni '50 fu anche utilizzato come sede della scuola media "Giovanni Verga", fino a cadere progressivamente nel totale abbandono, esposto al saccheggio. Nel 1984 l'Amministrazione Provinciale acquistò il palazzo dal Lima, ma si dovette attendere fino al 1996 per il progetto del primo intervento organico di restauro dei prospetti.
Alla fine degli anni novanta del novecento, la Provincia di Palermo, Ente proprietario, decise di restaurare il Palazzo. Il Progetto di restauro, aveva la finalità oltre a quella preventiva di restauro conservativo, di rifunzionalizzare l'edificio: per quello che riguarda il Piano Nobile come spazio di rappresentanza della Provincia, il secondo piano sottotetto per esposizioni temporanee, il piano ammezzato per uffici dell'Amministrazione mentre il piano terra per quello che riguarda i locali posti in via Maqueda e via Divisi (la traversa di Via Maqueda su cui dà la facciata sinistra del palazzo) da utilizzare a botteghe, ovvero spazi per attività commerciali e/o artigianali mediante una nuova flessibile organizzazione funzionale e planimetrica da cedere a terzi privati, mentre all'interno della 2ª corte il locale “ex cavallerizza”, doveva essere adibito a biblioteca, ed i rimanenti locali interni al piano terra, prospicienti i cortili interni, ad archivio della Provincia e spazi di servizio per il personale.

## Progetto di allestimento
Successivamente, l'Amministrazione Provinciale decise di destinare interamente il monumento a finalità culturali ed espositive. Di conseguenza fu predisposto un progetto per l'adeguamento degli spazi a sede museale.

## Percorso museale

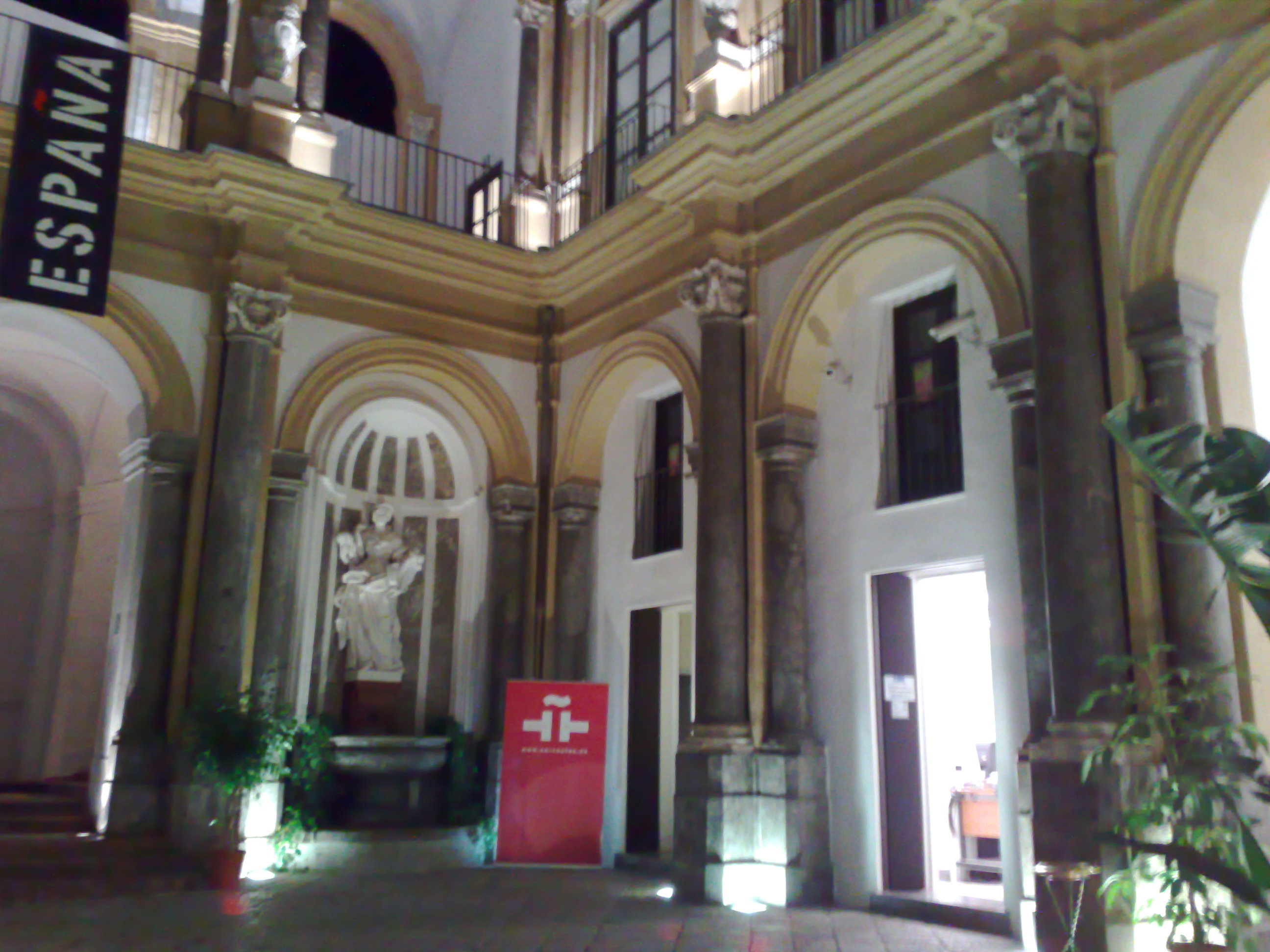
Atrio di Palazzo Sant'Elia

Nel settembre 2003 fu redatta una ipotesi di riuso globale dell'immobile, con l'individuazione della destinazione d'uso dei vani e dei percorsi per la visita museale del pubblico. È anche stato fatto un primo studio di abbattimento delle barriere architettoniche, per permettere anche ai disabili e alle persone con problemi fisici di poter accedere a tutti i locali espositivi e agli uffici previsti e più nel dettaglio venne studiato e individuato per il pubblico, un percorso di visita ottimale che parte dall'ingresso principale su via Maqueda, che poi raggiunge tutti gli ambienti espositivi del Palazzo in tutti i piani.